# Confessione di un commissario di polizia al procuratore della repubblica
Confessione di un commissario di polizia al procuratore della Repubblica è un film del 1971, diretto da Damiano Damiani.

## Trama
Palermo: il commissario Bonavia induce, sotto la minaccia di un ricatto, a dimettere dal manicomio della città il pregiudicato Michele Li Puma; il commissario è al corrente di antico rancore di Li Puma nei confronti di Ferdinando Lomunno, un noto costruttore, stimato nella comunità e con amicizie politiche influenti, ma che nasconde in realtà un'intensa attività di carattere mafioso, che non è mai riuscito ad incriminare. Bonavia confida che, una volta uscito, Li Puma cercherà di rivalersi nei confronti di Lomunno che lo ha fatto rinchiudere con la complicità della sorella Serena, al tempo amante del costruttore, ed infatti il giorno dopo egli, travestito da poliziotto, fa irruzione nel suo studio sparando ed uccidendo tre sicari incaricati da Lomunno, nel frattempo avvertito, di aspettarlo, trovando a sua volta la morte.
Delle indagini viene incaricato, oltre a Bonavia, il Sostituto Procuratore della Repubblica Traini il quale viene messo immediatamente al corrente dal commissario dei rapporti intercorrenti tra Li Puma ed il costruttore e le conoscenze e le amicizie che quest'ultimo ha in seno alla politica ed alla pubblica amministrazione. Traini il giorno dopo riceve la visita dell'avvocato Canistraro che riferisce che Lomunno, resosi irreperibile, è disponibile a rispondere alle domande del Sostituto Procuratore ma solo a condizione che questi si rechi da lui, paventando un suo pericolo di vita nel caso di una fuga di notizie, a causa dell'ostilità della polizia ed in particolare del commissario; Traini informa a sua volta il procuratore della Repubblica Malta che lo autorizza ad incontrare Lomunno all'insaputa di Bonavia.
Durante il colloquio Lomunno lascia capire che non teme il commissario, ritenendosi viceversa preoccupato dai suoi "concorrenti", ma una volta che il magistrato ha lasciato il luogo dell'incontro, viene raggiunto dall'avvocato, da un parlamentare e da un consigliere comunale che gli chiedono spiegazioni sul suo comportamento e facendogli capire che, in caso le cose dovessero complicarsi e dovessero emergere elementi che porterebbero alla luce le connivenze sul nuovo piano regolatore essi lo scaricherebbero. Lomunno reagisce con forza, lasciando intendere che non teme le loro minacce e che i voti che ha "regalato" ai politici può in ogni momento mandarli in altre direzioni e spiegando che l'inganno nei confronti del magistrato serve a fare in modo che sia lui ad orientare le sue indagini verso Bonavia ma si rifiuta di confidare agli "amici" il nome della persona che lo ha avvertito dell'arrivo di Li Puma.
I due inquirenti cominciano a studiarsi, diffidando reciprocamente l'uno dell'altro, arrivando anche ad intercettarsi le telefonate, fino a quando Bonavia rivela al Magistrato che la sua avversione nei confronti di Lomunno deriva dalla morte di un suo amico, il sindacalista Giampaolo Rizzo: un onesto rappresentante sindacale che in passato si era schierato apertamente contro il costruttore, subendo dapprima un attentato ed in seguito, accresciuta la sua popolarità, ucciso e sepolto in una cava dai sicari di Lomunno che, allo scopo di eliminare l'unico testimone, avevano ucciso anche un bambino che aveva assistito al delitto e che Bonavia aveva cercato di proteggere.
Traini lo accusa, ancora non formalmente, del tentato omicidio di Lomunno ma Bonavia entra in contatto con Serena che, avendo capito che Lomunno intende ucciderla al fine di eliminare l'ultimo testimone, si rende disponibile a testimoniare contro di lui, mentre il Magistrato viene informato dai medici del manicomio, spaventati dopo il rapimento del figlio di uno di loro, che è stato proprio Bonavia ad indurli a fare uscire Li Puma dall'istituto, sotto la minaccia di incriminarli per la loro mala gestione. A quel punto gli eventi sembrano precipitare e Bonavia, dopo essere stato messo sotto accusa, uccide Lomunno in un ristorante, lasciando al Magistrato la sua confessione, scagionando l'agente Gammino che, per proteggere il commissario, si era auto accusato delle intercettazioni telefoniche a Traini.
Questi nel frattempo inizia a ricostruire le attività criminose di Lomunno e dei politici a lui collegati e si mette a sua volta alla ricerca di Serena ma, dopo che la donna gli aveva telefonato, avendo saputo dalla televisione dell'arresto di Bonavia, grazie ad una spiata viene trovata dai sicari, uccisa e sepolta in un pilone di cemento, impedendo al Magistrato la possibilità di proseguire le sue indagini. Bonavia viene informato in carcere della sparizione di Serena e chiede a Traini chi fosse presente al momento in cui ha ricevuto la telefonata e questi risponde "il Procuratore Malta", rifiutando decisamente l'illazione del commissario che l'alto magistrato possa essere implicato, ma venendo persuaso a proseguire le indagini "in ogni direzione".
Bonavia viene ucciso in carcere durante una proiezione cinematografica e Traini, ormai convinto della connivenza di Malta, lo incontra in Tribunale fissandolo senza parlargli, lasciando intendere che non fermerà le sue indagini.

## Colonna sonora
La colonna sonora del film, composta da Riz Ortolani, è stata pubblicata in vinile dalla RCA nel 1971 ed è stata ripubblicata in formato CD dalla GDM Music nel 2009.

## Distribuzione

### Data di uscita
- Italia: 26 marzo 1971
- Giappone: 11 novembre 1971
- Francia: 26 gennaio 1972
- Ungheria: 22 giugno 1972
- Germania Ovest: 6 ottobre 1972
- Belgio: 12 gennaio 1973
- Svezia: 12 marzo 1973
- Danimarca: 11 maggio 1973
- Finlandia: 21 settembre 1973
- Norvegia: 8 ottobre 1973
- Stati Uniti: 16 agosto 1974[2]

### Doppiaggio
L'attore e doppiatore Arturo Dominici nel film presta la sua voce a Martin Balsam. Dominici è però presente anche in un ruolo da attore (interpreta l'avvocato Canistraro), ed è stato a sua volta doppiato da Pino Locchi.

## Accoglienza
In Italia il film riscosse un grande successo di pubblico: risultò infatti l'11º miglior incasso della stagione cinematografica 1970-1971.
Tragicamente, pochi mesi dopo l'uscita del film, il procuratore capo di Palermo Pietro Scaglione fu assassinato e paradossalmente questo contribuì al successo commerciale del film perché molti ritennero che uno dei personaggi della pellicola fosse ispirato al procuratore Scaglione. Tuttavia, nel film era precisato che "ogni riferimento a fatti e persone era puramente casuale". E lo stesso regista Damiano Damiani smentì ufficialmente qualunque riferimento al Procuratore Pietro Scaglione nel film Confessione di un commissario al Procuratore della Repubblica. In particolare, Damiani dichiarò: «Il mio film non aveva nulla a che vedere con quel caso». 

## Riconoscimenti
- 1971 – Festival cinematografico internazionale di Mosca
  - Gran Premio